# Avan, Jerevan

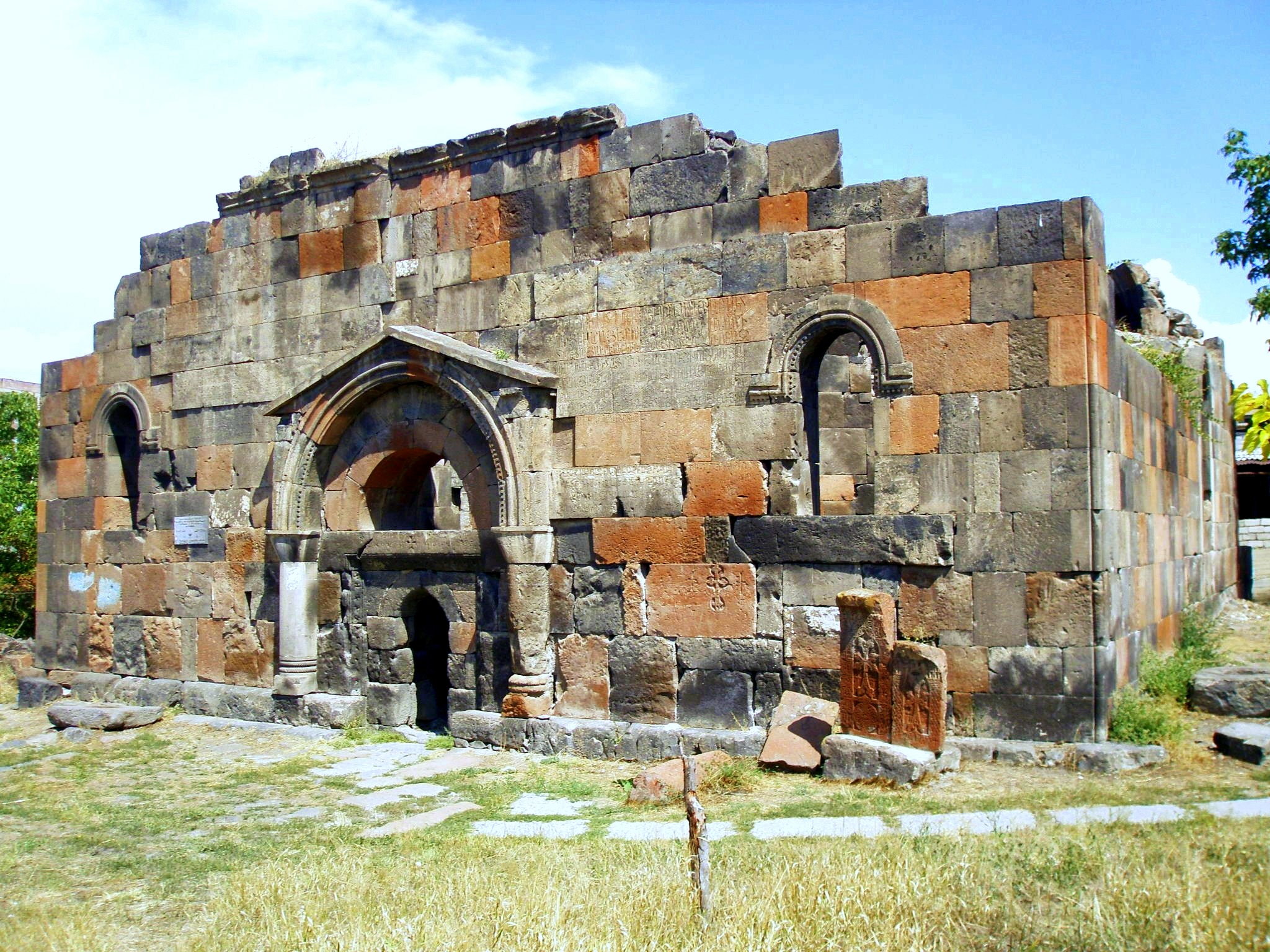
Katoghike Tsiranavorkyrkan

Avan (armeniska: Ավան վարչական շրջան, Avan varčakan šrĵan) är ett av de tolv distrikten i Jerevan i Armenien. Avan ligger i stadens norra del och var ursprungligen en by på en kulle i Jerevans nordvästra utkant, som har varit bebodd sedan förkristen tid.
I Avan finns den äldsta bevarade kyrkan i Jerevan, Katoghike Tsiranavorkyrkan, som är från senare delen av 500-talet. Den uppfördes av den icke  erkände armeniske katholikos Johannes av Bagavan som sätesplats. 
Avan ligger på kullarna norr om Nor Nork och öster om Kanaker. Avan gränsar till Arabkir och Kanaker-Zeytun i öster och Nor Nork i söder. Avan gränsar till Kotajkprovinsen i norr och väster. Höjden över havet varierar mellan 1 250 och 1 300 meter, vilket är nästan 250 meter högre än i Jerevans centrum. 

## Historik
Efter Armeniska apostoliska kyrkans andra synod i Dvin år 554, fastställde den armeniska kyrkan för andra gången sin vägran att acceptera den kalkedonska trosbekännelsen, vilket skadade misshälligheter mellan monofysiterna och pro-bysantinska kyrkomän inom den armeniska kyrkan. Enligt den armeniske 600-talshistorikern Sebeos hade den ortodoxa kyrkan utsett den pro-bysantinske armeniske patriarken Johannes av Bagavan som en mot-katholicos för den armeniska kyrkan. År 591 lät Johannes av Bagavan bygga Heliga Guds moders Katoghike Tsiranavorkyrkan i byn Avan som säte för hans då icke erkända ämbete som katholicos. De många inskriptionerna på grekiska och georgiska på kyrkans fasad, som är från 600-talet respektive 1200-talet antyder att Avan fortsatte att vara en plats för motstånd mot den pro-bysantinska armeniska kyrkan. 
Avan skadades svårt vid jordbävningen i Armenien 1679.

## Byggnadsminnen och sevärdheter
- Heliga Guds moders kapell i Avan, ruin från 300-talet
- Sankt Hovhannes kapell i Avan, ruin från 400-talet
- Katoghike Tsiranavorkyrkan, ruin från 500-talet
- Heliga Guds moders kyrka, Avan, 2002
- Jerevans botaniska trädgård

## Bildgalleri

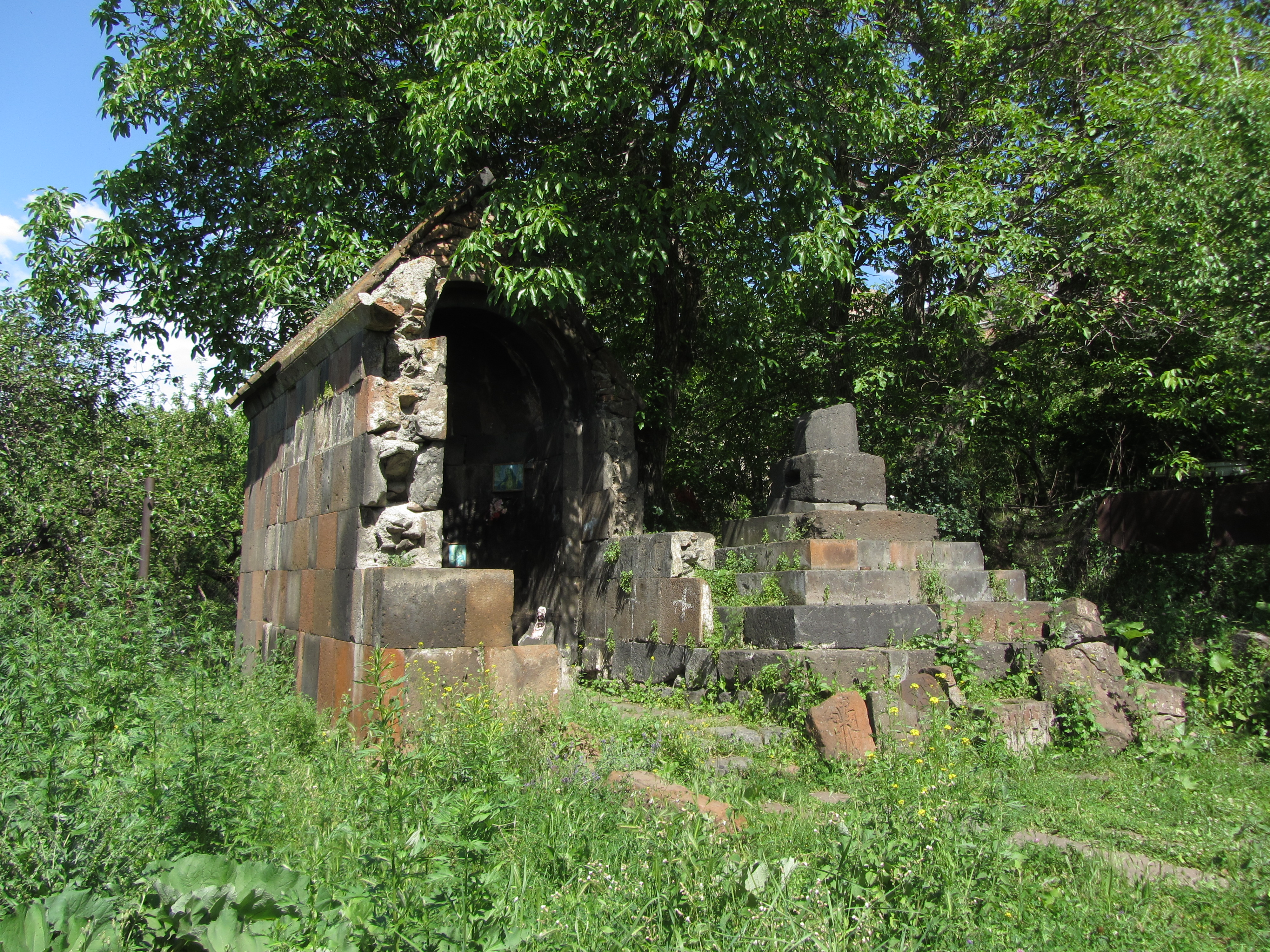
Ruinen av Heliga Guds moders kapell i Avan, 300-talet
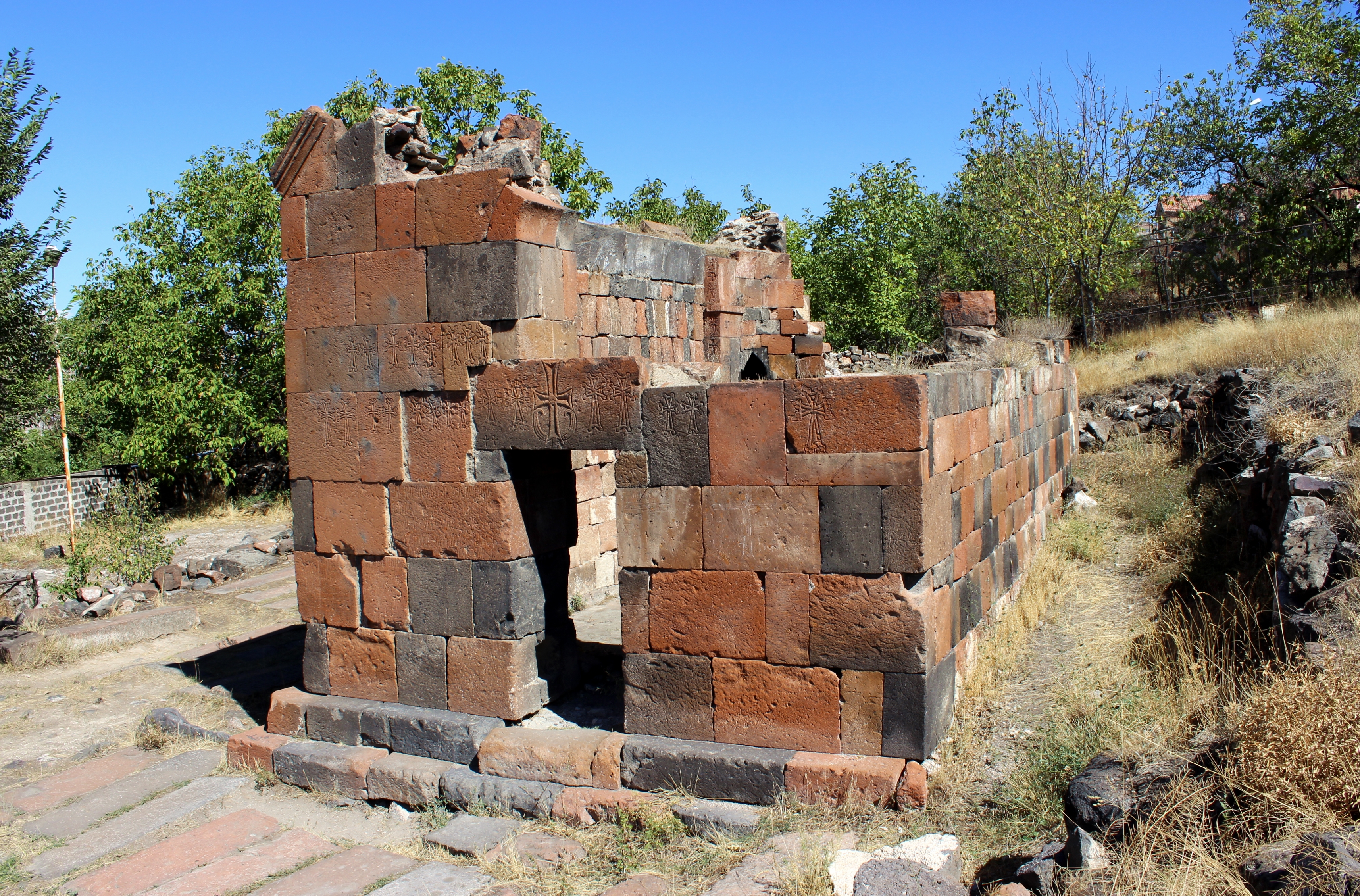
Surp Hovhannes kapell, 400-talet
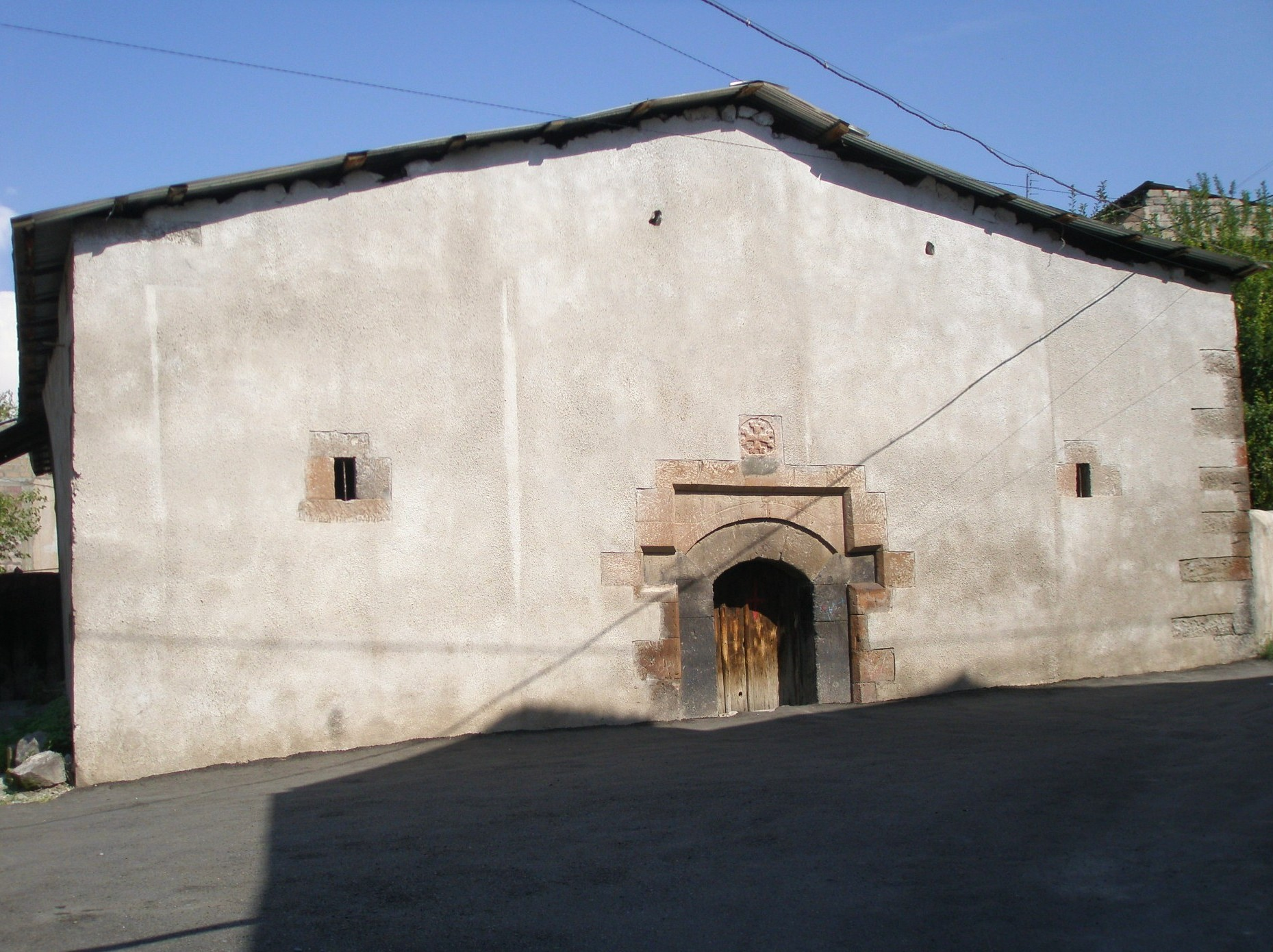
Heliga Guds moders församlingskyrka i Avan
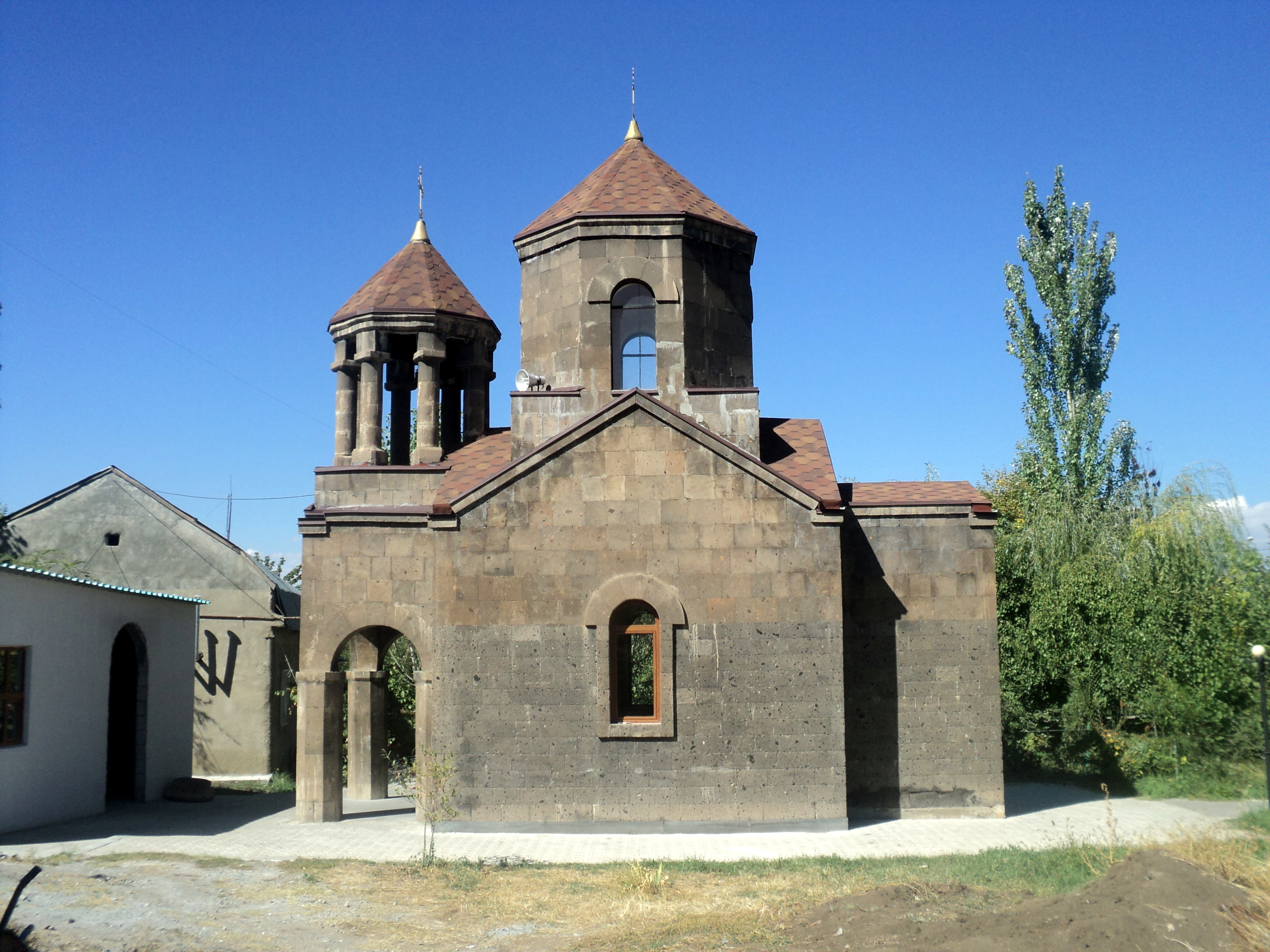
Heliga Guds moders kapell i Avan, byggt 2002